# Diandra Forrest
Pour les articles homonymes, voir Forrest.
Diandra Forrest (22 octobre 1989 dans le Bronx, à New York) est un mannequin afro-américaine.  
Femme de grande taille (1,80 m), elle a les yeux verts et les cheveux blonds. Elle est atteinte d'albinisme.

## Biographie
Née en octobre 1989 dans le Bronx, fille de parents afro-américains, à New York, elle y grandit. Atteinte d'albinisme, Diandra Forrest n'est pas la seule albinos de sa famille : parmi ses trois frères et sœurs, elle a également un frère albinos. Ses cheveux sont naturellement blonds, sa peau et ses poils du visage sont blancs, ses yeux sont verts. Pendant son enfance, Diandra Forrest est harcelée à l'école en raison de sa différence : « Les personnes atteintes d’albinisme sont considérées comme des sortes d’extra-terrestres » explique-t-elle . Ses parents finissent par la transférer à l'Institut d'éducation spéciale de New York (The New York Institute for Special Education), où elle côtoie d'autres albinos. 
Adolescente, un jeune photographe lui a dit qu'elle est belle et qu'elle devrait être mannequin. Finalement, Diandra Forrest rejoint l'agence de mannequins Elite,. C'est la première fois qu'un mannequin albinos signe avec l'une des principales agences de mannequins.

## Musique
Elle a participé au clip de Kanye West, sur la chanson  Power, réalisé par Marco Brambilla.